# Mortal Engines (film)
Pour le roman, voir Mécaniques fatales.
Pour plus de détails, voir Fiche technique et Distribution.
Mortal Engines, ou Mécaniques fatales au Québec, est un film de science-fiction post-apocalyptique américano-néo-zélandais réalisé par Christian Rivers et sorti en 2018. Coécrit et produit par Peter Jackson, le film est adapté du roman du même nom de Philip Reeve, premier tome de sa série littéraire Tom et Hester.
Le film reçoit des critiques mitigées et est un échec cuisant au box-office.

## Synopsis
Un holocauste nucléaire, surnommé la « guerre des 60 minutes », a eu lieu il y a très longtemps. Plusieurs milliers d'années plus tard, dans un monde post-apocalyptique ravagé, de gigantesques villes mobiles errent sur l'Europe. Chacune tente de prendre le pouvoir sur d'autres villes mobiles. Les plus grosses absorbent les plus petites et les moins armées, suivant le principe du « darwinisme urbain ». Les « anti-tractionnistes » (Anti-Traction League en VO), une alliance de villes classiques dirigée par Anna Fang et qui se sont établies en Asie, tentent de s'y opposer et se protègent derrière une gigantesque muraille.
La ville mobile de Londres, dirigée par le maire Magnus Crome (Patrick Malahide), règne et absorbe d'autres villes sans pitié. Son bras droit, Thaddeus Valentine (Hugo Weaving), est obsédé à l'idée de trouver une nouvelle source d'énergie et recherche des technologies d'avant la guerre des 60 minutes pour cela. La fille de Valentine, Katherine (Leila George), est proche d'un jeune apprenti historien, Tom Natsworthy (Robert Sheehan). Si la jeune femme fait partie de l'élite, Tom est considéré comme inférieur et méprisé par certaines personnes haut placées. Un jour, alors que Londres aborde une petite ville mobile, Tom Natsworthy croise la route de Hester Shaw (Hera Hilmar), une jeune femme bien décidée à tuer Thaddeus Valentine.

## Fiche technique
Sauf indication contraire, les informations mentionnées dans cette section peuvent être confirmées par la base de données cinématographiques IMDb,  présente dans la section « Liens externes ».
- Titre : Mortal Engines
- Titre québécois : Mécaniques fatales
- Réalisation : Christian Rivers
- Scénario : Peter Jackson, Fran Walsh et Philippa Boyens, d'après le roman Mécaniques fatales (Mortal Engines) de Philip Reeve (2001)
- Direction artistique : Dan Hennah
- Décors : Matt Austin, Simon Bright, Vanessa Cole, Brendan Heffernan et Simon Lowe
- Costumes : Bob Buck et Kate Hawley
- Photographie : Simon Raby
- Musique : Tom Holkenborg
- Montage : Jonathan Woodford-Robinson
- Production : Deborah Forte, Peter Jackson, Amanda Walker, Fran Walsh et Zane Weiner

Coproduction : Philippa Boyens
- Sociétés de production : Media Rights Capital, Universal Pictures et WingNut Films
- Sociétés de distribution : Universal Pictures (États-Unis), Universal Pictures International France (France)
- Budget : 100 millions de dollars[2]
- Pays d'origine :  États-Unis,  Nouvelle-Zélande,  Japon
- Langue originale : anglais
- Format : couleur — 2,39:1
- Genre : Science-fiction, action et aventure
- Durée : 128 minutes
- Dates de sortie[3] :
  - Belgique : 5 décembre 2018
  - Nouvelle-Zélande : 6 décembre 2018
  - France : 12 décembre 2018
  - États-Unis, Canada : 14 décembre 2018
  - Japon : 1er mars 2019
- Classification[4] :
  - États-Unis : PG-13
  - France : tous publics

## Distribution
- Hera Hilmar (VF : Adeline Moreau ; VQ : Catherine Bonneau) : Hester Shaw

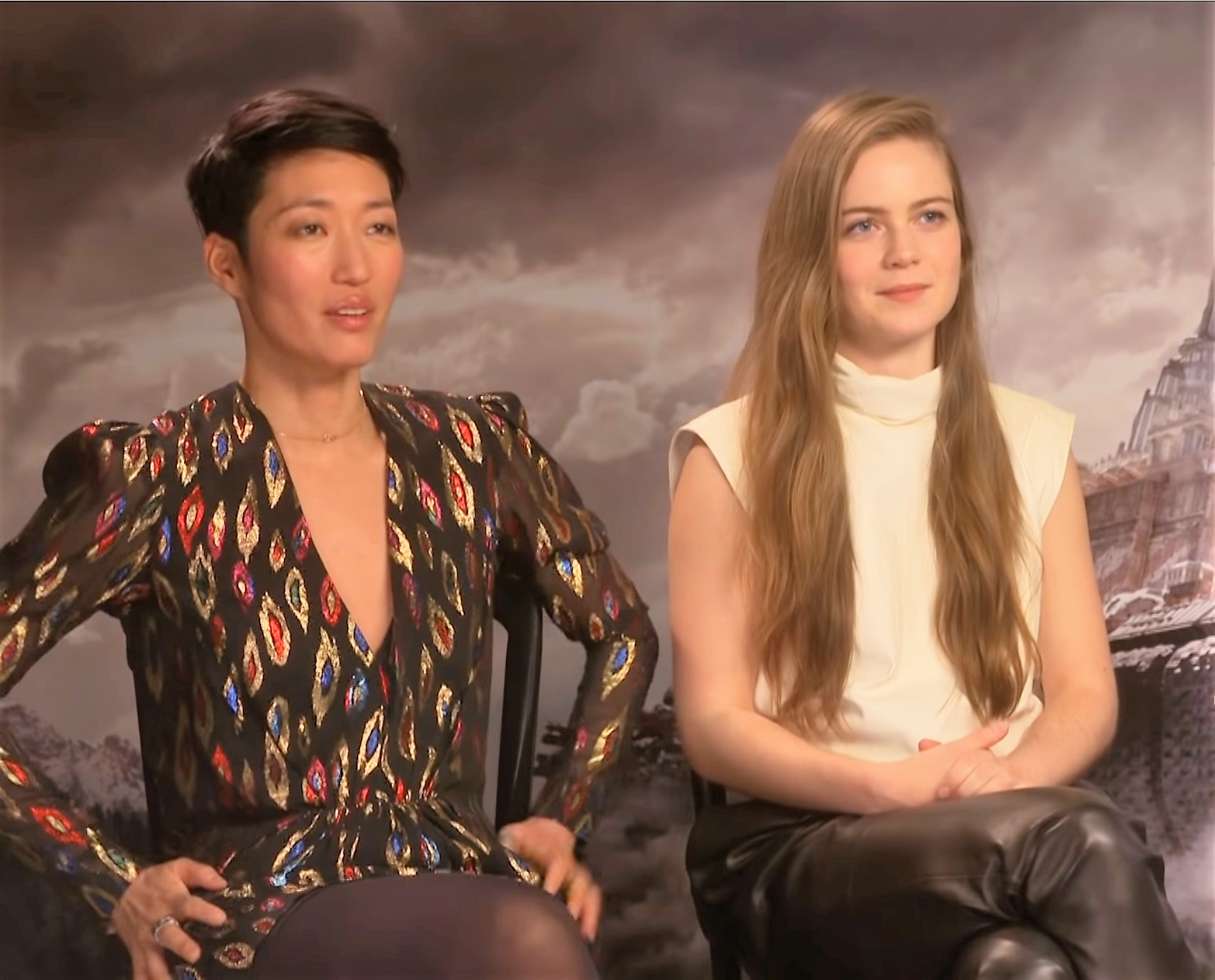
Jihae et Hera Hilmar en promotion pour le film sur MTV en 2018

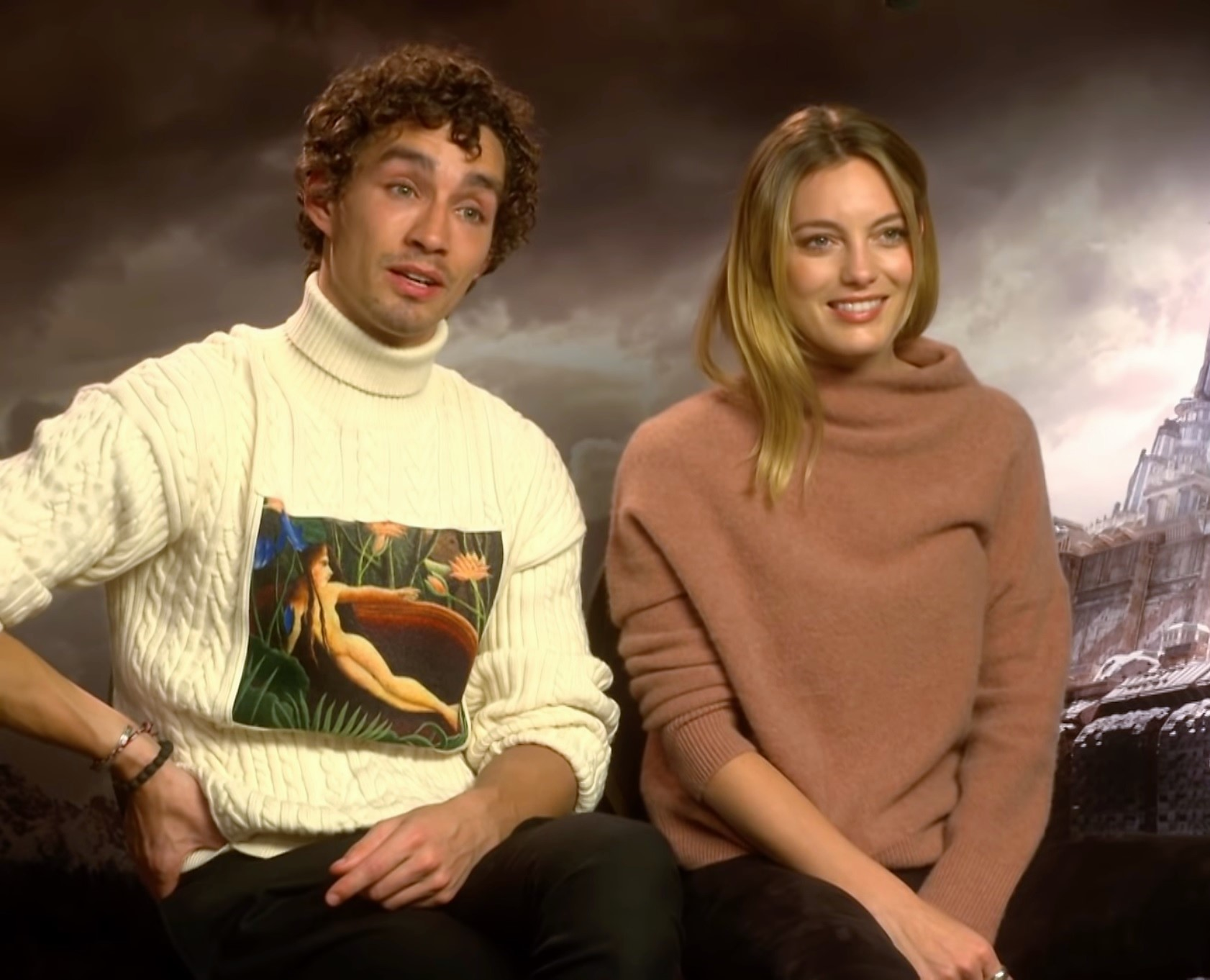
Robert Sheehan et Leila George en promotion pour le film sur MTV en 2018

  - Poppy Macleod : Hester Shaw (jeune)
- Robert Sheehan (VF : Valéry Schatz ; VQ : Hugolin Chevrette-Landesque) : Tom Natsworthy, apprenti historien de Londres
- Hugo Weaving (VF : Féodor Atkine ; VQ : Sylvain Hétu) : Thaddeus Valentine, chef de la guilde des historiens et Seigneur-maire adjoint de Londres
- Leila George (VF : Audrey Sourdive ; VQ : Geneviève Bédard) : Katherine Valentine, fille de Thaddeus Valentine
- Ronan Raftery (VF : Jim Redler ; VQ : Louis-Philippe Berthiaume) : Bevis Pod, apprenti-ingénieur de Londres
- Jihae (VF : Jade Phan-Gia ; VQ : Rose-Maïté Erkoreka) : Anna Fang, leader des anti-tractionnistes
- Stephen Lang (VF : Patrick Raynal ; VQ : Thiéry Dubé) : Shrike, assassin (capture de mouvement et voix)
- Patrick Malahide (VF : Michel Prud'homme ; VQ : Jacques Lavallée) : Magnus Crome, le seigneur-maire de Londres
- Colin Salmon (VF : Thierry Desroses ; VQ : James Hyndman) : Chudleigh Pomeroy[5], patron de Tom Natsworthy
- Regé-Jean Page (VF : Thibaut Belfodil) : Capitaine Madzimoyo Khora[5], pilote anti-tractionniste
- Sarah Peirse : Dr. Twix, scientifique travaillant sur l'arme Medusa
- Mark Hadlow (VQ : Louis-Philippe Dandenault) : Orme Wreyland
- Sophie Cox : Clytie Pott, collègue de Tom
- Joel Tobeck (VF : Laurent Morteau) : Burgermeister
- Kee Chan : Gouverneur Kwan
- Menik Gooneratne : Sathya, pilote anti-tractionniste
- Frankie Adams (VF : Flora Kaprielian) : Yasmina, pilote anti-tractionniste
- Leifur Sigursdon : Nils Lindstrom, pilote anti-tractionniste
- Kahn West : Toa Heke, artilleur anti-tractionniste
- Caren Pistorius : Pandora Shaw, mère d'Hester

 Source et légende : version française (VF) sur RS Doublage ; version québécoise (VQ) sur Doublage.qc.ca

## Production

### Genèse et développement
En décembre 2009, il est annoncé que Peter Jackson développe un film adapté de la série de romans de Philip Reeve, Mortal Engines. Mais le projet est retardé par la production de la trilogie du Hobbit, où Jackson succède à Guillermo del Toro comme réalisateur. Exténué par le tournage intensif des trois films, Jackson n'a pas l'énergie d'enchaîner avec un autre blockbuster et confie Mortal Engines à Christian Rivers. Ce dernier fait ses débuts dans la réalisation après avoir collaboré avec Jackson sur les trilogies Le Seigneur des anneaux et Le Hobbit, ainsi que sur Lovely Bones. Jackson produit néanmoins le film et en écrit le scénario avec Fran Walsh et Philippa Boyens.

### Attribution des rôles
En février 2017, Robert Sheehan est choisi pour le rôle masculin principal, Tom Natsworthy. Ronan Raftery est ensuite choisi pour un rôle secondaire, alors que Hera Hilmar obtient le rôle féminin principal, Hester Shaw,.
En mars 2017, Stephen Lang, la musicienne sud-coréenne Jihae et Leila George rejoignent la distribution. Hugo Weaving, Patrick Malahide, Colin Salmon et Regé-Jean Page se joignent à eux un mois plus tard,.

### Tournage
Le tournage débute en avril 2017 dans les Stone Street Studios de Wellington en Nouvelle-Zélande et s'achève en juillet 2017,,.

## Accueil

### Critique
Le film reçoit des critiques mitigées dans la presse. Sur l'agrégateur américain Rotten Tomatoes, il ne récolte que 26% d'opinions favorables pour 187 critiques et une note moyenne de 4,9⁄10. Le consensus du site est « Mortal Engines ne manque pas d'effets spéciaux accrocheurs, mais il manque suffisamment de carburant narratif à indice d'octane élevé pour donner à ce fantasme futuriste une combustion cinématographique suffisante ». Sur Metacritic, il obtient une note moyenne de 44⁄100 pour 33 critiques.
En France, le film obtient une note moyenne de 3⁄5 sur le site Allociné, qui recense 22 titres de presse.

### Box-office
Le film est un échec au box-office. Il ne récolte que 83 millions de dollars dans le monde, pour un budget de production estimé à 100 millions (sans compter le budget promotionnel). Deadline.com évalue ainsi des pertes de 174,8 millions pour le studio.
| Pays ou région    | Box-office      | Date d'arrêt du box-office | Nombre de semaines |
| ----------------- | --------------- | -------------------------- | ------------------ |
| États-Unis Canada | 15 951 040 $    | 17 janvier 2019            | 5                  |
| France            | 579 398 entrées |                            | -                  |
| Total mondial     | 83 672 673 $    | -                          | -                  |